# Armeni
|  | Per a altres significats, vegeu «Armeni (desambiguació)». |

L'armeni (ortografia clàssica: հայերէն; ortografia reformada: հայերեն hɑjɛˈɾɛn hayeren) és una llengua indoeuropea parlada a Armènia i regions properes. S'escriu amb un alfabet propi de 36 lletres, l'alfabet armeni creat el 405 per Mesrop Maixtots. És la llengua oficial de la República d'Armènia. Ha estat parlat històricament a l'Altiplà d'Armènia, i avui en dia és parlat àmpliament a la diàspora armènia.
És considerat un grup propi dins la família de llengües indoeuropees. És d'interès per als lingüistes pel seu desenvolupament fonològic dins de les llengües indoeuropees. L'armeni comparteix un seguit d'innovacions importants amb el grec, i alguns lingüistes agrupen aquestes dues llengües amb el frigi i la família de llengües indoiranianes, dins d'un subgrup de nivell superior de l'indoeuropeu, que es defineix per aquestes innovacions compartides com un augment. Més recentment, alguns altres han proposat un agrupament balcànic que inclou el grec, el frigi, l'armeni i l'albanès.
Armènia era un país monolingüe fins a almenys el segle ii aC. La llengua té una tradició literària llarga: una traducció de la Bíblia, del segle v, n'és el text supervivent més antic. Està dividida en dos grans grups dialectals: l'oriental (oficial a la República d'Armènia, i que també és l'usat pels parlants d'armeni de l'Iran) i l'occidental (predominant a l'Orient Mitjà i entre la diàspora armènia a Europa i Amèrica), amb els quals la major part dels dialectes contemporanis són mútuament intel·ligibles.

## Classificació i origen
Tot i que els armenis es van conèixer en la història molt més abans (per exemple se'ls menciona al segle vi aC a la inscripció de Behistun i en la història de Xenofont del segle iv aC, l'Anàbasi, el text més antic supervivent de la llengua armènia és la traducció de la Bíblia del segle v de Mesrop Maixtots, que també creà l'alfabet armeni el 405, amb 36 lletres. També se li dona crèdit de la creació de l'alfabet georgià.

### Contactes primerencs
Els préstecs de les llengües iranianes van portar als lingüistes a classificar erròniament l'armeni com una llengua iraniana. Sols es va reconèixer el fet distintiu de l'armeni després que Hübschmann (1875) emprés el mètode comparatiu per distingir dues capes de préstecs de l'iranià del vocabulari armeni antic.
W. M. Austin (1942) va concloure que hi hagué un contacte primerenc entre l'armeni i les llengües anatòliques, basant-se en el que es van considerar arcaismes comuns, com per exemple la manca de femení i l'absència de vocals llargues heretades. Tot i així, a diferència de les innovacions compartides (o sinapomofismes), la retenció comuna d'arcaismes (o simplesiomorfia) no es considera necessàriament evidència d'un període de desenvolupament comú aïllat.
El lingüista soviètic Ígor Diàkonov (1985) va notar la presència d'armeni antic en el que ell anomena el substrat caucàsic, identificat per estudiosos primerencs, que consisteix en préstecs de les llengües kartvelianes i de les llengües caucàsiques del nord-est. Tot indicant que els pobles hurrourartians habitaven el sòl armeni en el segon mil·lenni aC, Diakonov identifica en l'armeni un substrat hurrourartià en termes referents a la societat, cultura, i a animals i plantes, com ara ałaxin 'nena esclava' (← Hurr. al(l)a(e)ḫḫenne), cov 'mar' (← Urart. ṣûǝ 'mar (interior)'), ułt 'camell' (← Hurr. uḷtu), i xnjor 'poma(pomer)' (← Hurr. ḫinzuri). Alguns dels termes que dona s'ha d'admetre que tenen un origen accadi o sumeri, però suggereix que van ser prestats mitjançant l'hurrita o l'urartià. Atès que aquests préstecs no han experimentat canvi de so, que és característic del desenvolupament de l'armeni des del protoindoeuropeu, fixa la data del seu préstec d'un temps abans del registre escrit, però després de l'etapa de la llengua protoarmènia.

### Hipòtesi grecoarmènia
La hipòtesi que el grec és el parent viu més proper a l'armeni prové de Holger Pedersen (1924), que va notar que el nombre de cognats lèxics grecoarmenis és més gran que les concordances entre l'armeni i qualsevol altra llengua indoeuropea. Antoine Meillet (1925, 1927) continuà investigant la concordança morfològica i fonològica, i postulà que les llengües parentes de grec i armeni eren dialectes en proximitat geogràfica immediata en la protollengua. La hipòtesi de Meillet es feu popular amb l'aparició del seu Esquisse (1936). Georg Renatus Solta (1960) no va tan lluny com per postular una etapa proto-grecoarmènia, però conclou que, considerant tant el lèxic com la morfologia, el grec és clarament el dialecte més properament relacionat amb l'armeni. Eric Hamp (1976, 91) dona suport a la tesi grecoarmènia, i destaca fins i tot un temps «en el qual hauríem de parlar d'hel·lenoarmeni» (volent dir que va haver-hi una protollengua grecoarmènia). L'armeni comparteix l'augment, i un negador derivat de la frase feta protoindoeuropea * ne h₂oiu kwid ('mai cap cosa' o 'sempre no res'), i la representació de laringals d'inici de paraula per vocals protètiques, i altres peculiaritats fonològiques i morfològiques amb el grec. La proximitat de la relació entre armeni i grec serveix per entendre la naturalesa parafilètica de la isoglossa centum-satem. Tot i així, els lingüistes, incloent-hi Fortson (2004), comenten «en el moment que arribem als registres més primerencs d'armeni, al segle v, l'evidència que qualsevol d'aquests parentius inicials s'havien reduït a unes poques mostres interessants.»

## Evolució

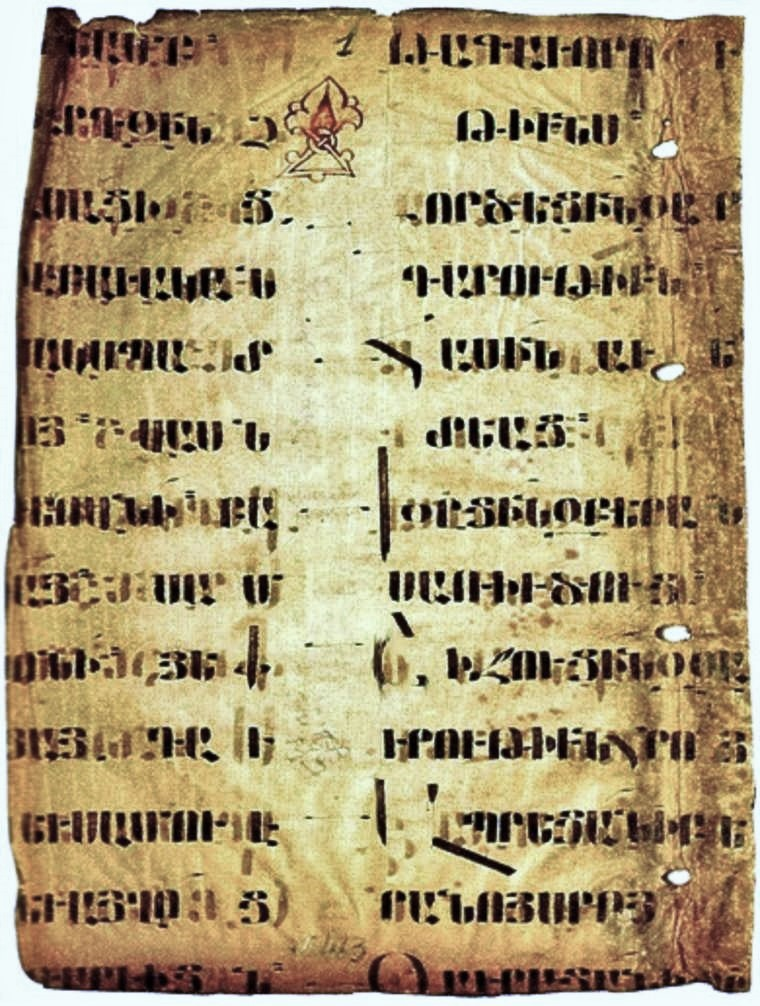
Manuscrit armeni, o VI.

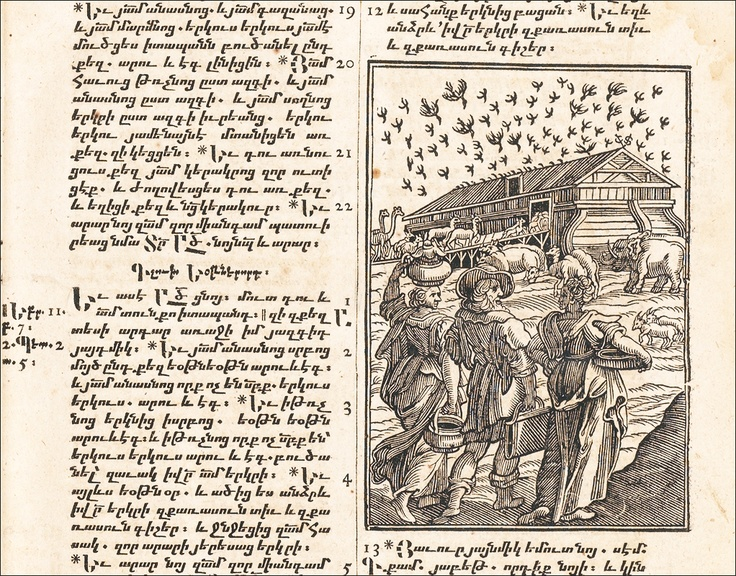
La primera Bíblia armènia.

L'armeni clàssic, o grabar, importà moltes paraules de les llengües iranianes mitjanes, principalment de la llengua parta, i conté inventaris més petits de préstecs del grec, siríac, llatí, i de llengües autòctones com ara l'urartià. El grabar va subsistir al període que va seguir la invenció de l'alfabet i fins a l'inici de l'era moderna. L'esforç de modernitzar la llengua durant l'Armènia bagràtida a l'edat mitjana, i durant el Regne d'Armènia Menor a Cilícia a la baixa edat mitjana (segle xi-xii) resultà en l'addició de dos caràcters més en l'alfabet, amb un nombre total de 38.
El Llibre de Lamentacions de Gregori de Narek (951-1003) és un exemple del desenvolupament de literatura i estil d'escriptura en armeni mitjà. A més d'elevar l'estil literari de la llengua armènia, Gregori de Narek preparà el camí als seus successors per incloure temes seculars en l'escriptura. El desplaçament temàtic de textos principalment religiosos cap a escrits amb panoràmiques seculars millorà i enriquí encara més el vocabulari. «Una paraula de saviesa», un poema de Joan el Diaca dedicat a un estornell, legitima la poesia dedicada a la natura, l'amor i la bellesa femenina. Gradualment, els interessos de la població en general van ser reflectits també en altres obres literàries. Konsdantin Yerzinkatsi i molts altres fins i tot fan el pas inusual de criticar l'establiment eclesiàstic i tractar els problemes socials de la terra armènia. No és sorprenent que aquests canvis alteressin la natura de l'estil literari i la sintaxi, però no van constituir canvis radicals dels fonaments de la gramàtica o la morfologia de la llengua.

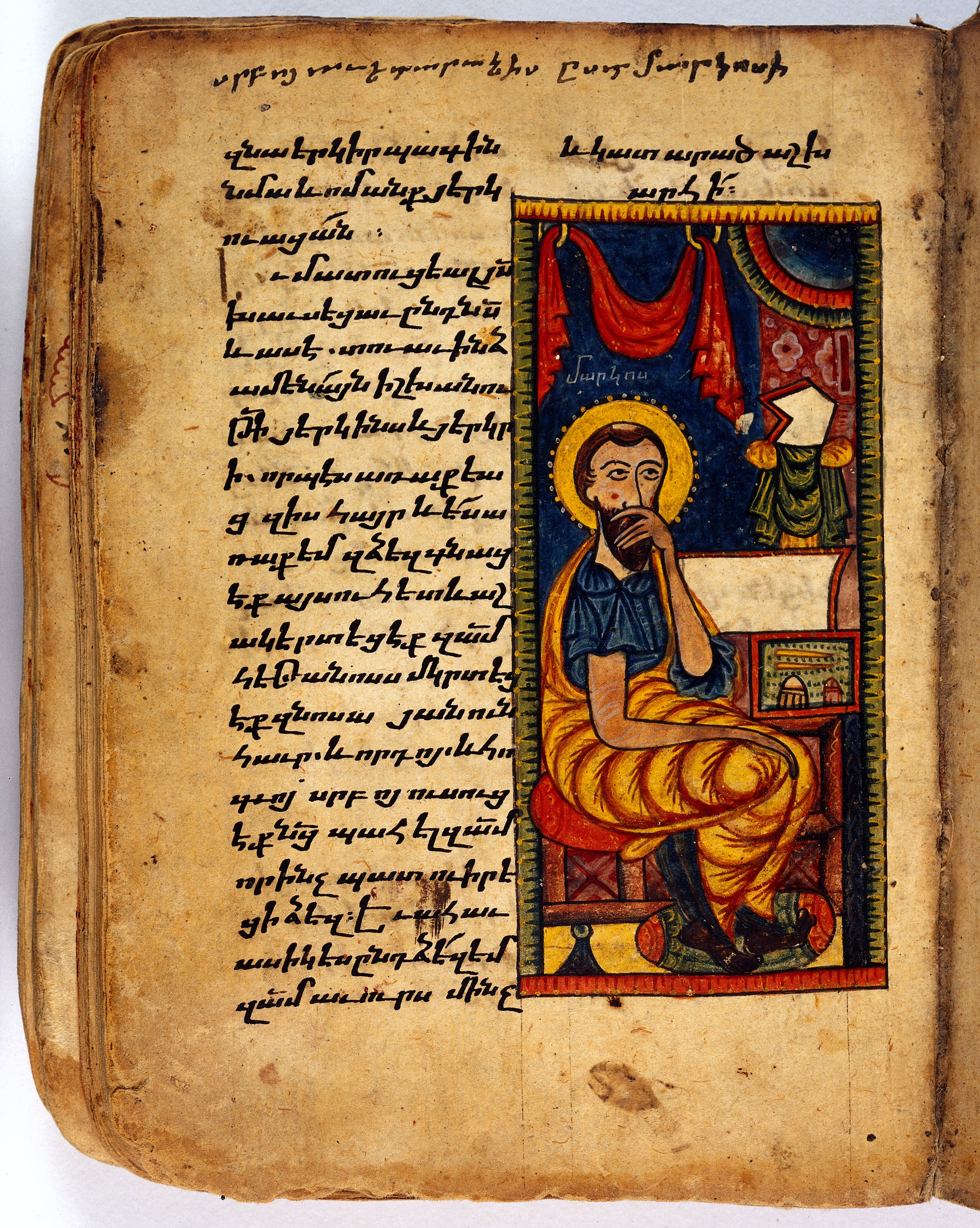
Els quatre evangelis, 1495, retrat de la benvinguda a Marc (evangelista) amb inscripcions armènies

El tractat de Turkmantxai de 1828 va dividir un cop més Armènia. Aquesta vegada, dos terços de l'Armènia històrica van caure sota control otomà, mentre que la resta de territoris es van dividir entre els imperis rus i persa. La relació antagònica entre els imperis rus i otomà portà a la creació a dos entorns separats i diferents sota els quals els armenis vivien i patien. A mitjan segle xix, es van constituir dues concentracions de comunitats armènies.
A causa de les persecucions o la cerca d'oportunitats econòmiques millors, molts armenis que vivien sota la dominació otomana es van desplaçar a Constantinoble, la capital de l'Imperi otomà, mentre que Tbilisi, a Geòrgia, es va constituir en el centre dels armenis que vivien sota el domini rus. Aquestes dues ciutats cosmopolites esdevingueren molt ràpidament els principals pols de la vida intel·lectual i cultural d'Armènia.
La introducció de nous estils i formes literàries, així com moltes idees noves que van sacsejar Europa, va arribar als armenis de les dues regions. Això creà una necessitat creixent d'elevar el vernacle, l'ašxarhabar, a la dignitat d'una llengua literària moderna, en contrast amb l'ara anacrònic grabar. A les regions armènies tradicionals proliferaren nombrosos dialectes que, tot i ser diferents, tenien característiques morfològiques i fonètiques comunes. Basant-se en aquestes característiques van emergir-ne dues variants:
- Variant occidental: l'entrada d'immigrants de diferents parts de la pàtria tradicional armènia a Constantinoble cristal·litzà en elements comuns dels dialectes regionals, i aplanà el camí per a un estil d'escriptura que requeria una corba d'aprenentatge més curta i més flexible que el grabar.
- Variant oriental: el dialecte d'Erevan proveí els elements primaris de l'armeni oriental, centrat a Tiflis, Geòrgia. De manera semblant que la variant d'armeni occidental, l'oriental moderna era més pràctica i accessible a les masses que el grabar.

Els dos centres van perseguir vigorosament la promoció d'ašxarhabar. La proliferació de diaris en ambdues versions (oriental i occidental) i el desenvolupament d'una xarxa d'escoles que ensenyaven l'armeni modern, incrementà força el grau d'alfabetització (malgrat els obstacles posats pels administradors colonials), fins i tot en àrees rurals remotes. L'aparició d'obres literàries completament escrites en les versions modernes legitimà de forma creixent l'existència de la llengua. A l'inici del segle xx les dues variants d'armeni modern prevalien sobre el grabar i van obrir el camí per una estructura gramatical nova i més simplificada de la llengua a les dues esferes culturals diferents. Sense tenir en compte diferències menors en morfologia, fonètica i gramàtica, el vocabulari majorment comú i les regles idèntiques dels fonaments gramaticals permet als usuaris entendre's fàcilment.
Després de la Primera Guerra Mundial, l'existència de les dues versions modernes de la mateixa llengua es ratificà encara més clarament. La República Socialista Soviètica d'Armènia (1920-1990) va usar l'armeni oriental com a llengua oficial, mentre que la diàspora creada després del genocidi de 1915 només posseïa la seva llengua nadiua, l'armeni occidental.

### Canvis moderns

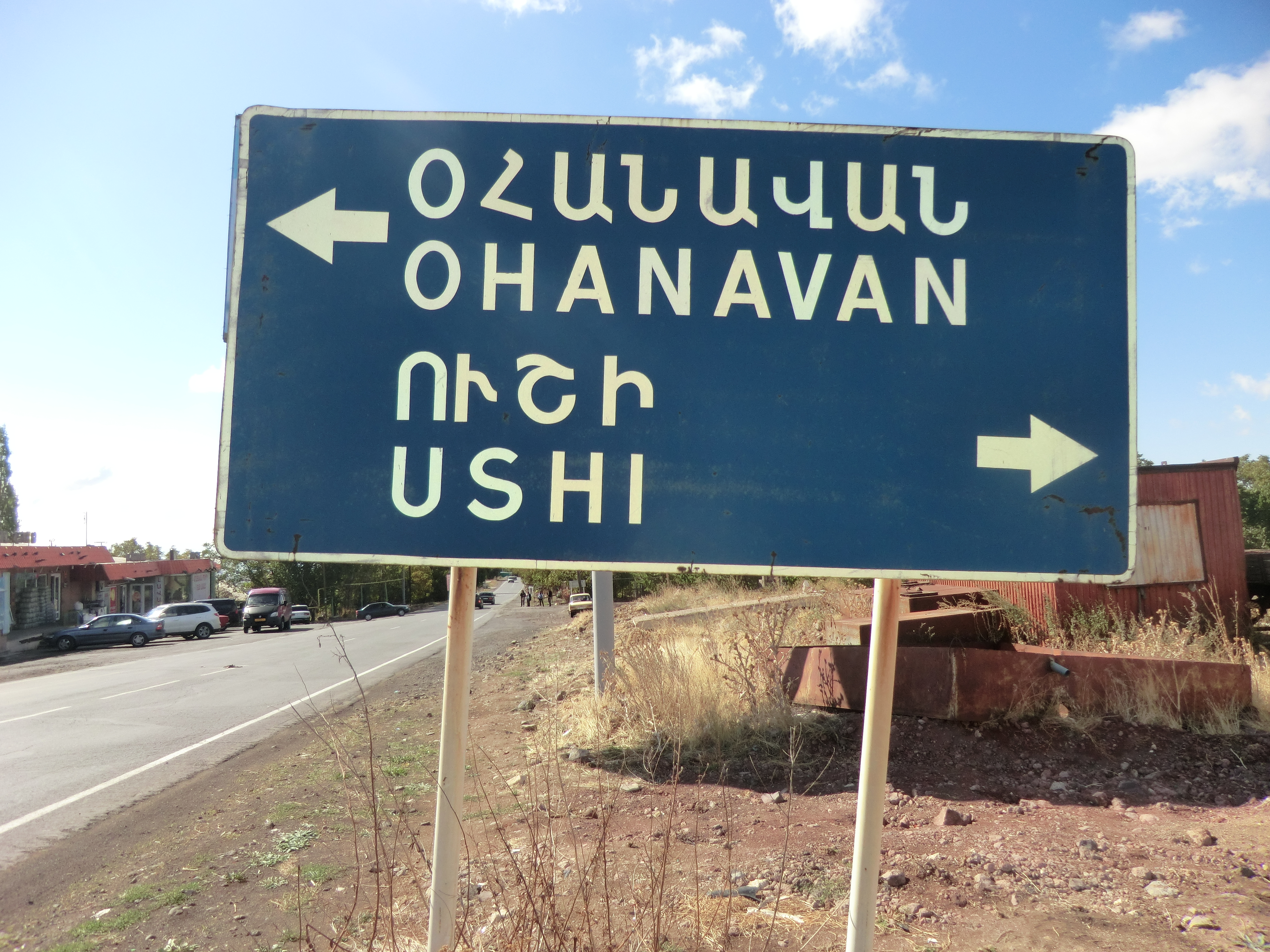
Senyal de carretera en llengua armènia

Els dos dialectes literaris moderns, l'occidental (associat originàriament als escriptors de l'Imperi otomà) i l'oriental (associat originàriament als escriptors de l'Imperi rus), van llevar gairebé totes les influències lèxiques del turc durant el segle xx, principalment després del Genocidi armeni.

## Territori i extensió
L'armeni és oficial a Armènia i es parla en molts estats del món, a conseqüència del resultat de l'alteració de les fronteres polítiques i de la diàspora que ha patit el poble armeni. Els territoris que es poden comptar dins el nucli originari de la llengua, a més d'Armènia, inclouen Rússia, Geòrgia, Kazakhstan, Kirguizstan, Tadjikistan, Uzbekistan, Turkmenistan, a més dels països veïns de Síria, Líbia, Egipte, Turquia, Grècia, Iran, Jordània, Israel-Palestina, Xipre, etc. Només als Estats Units d'Amèrica ja hi ha més d'un milió d'armenis. La varietat dialectal generada per la dispersió sembla que no obstaculitza la intel·ligibilitat entre varietats.

## Fonologia
Les oclusives mudes del protoindoeuropeu són aspirades en el protoarmeni, una de les circumstàncies sovint relacionades amb la teoria glotal, una versió de la qual va postular que les oclusives mudes del protoindoeuropeu eren aspirades.

### Èmfasi
En armeni l'èmfasi cau en l'última síl·laba excepte quan l'última síl·laba conté [ə], en què cau en la penúltima. Per exemple, [ɑχoɾˈʒɑk], [mɑʁɑdɑˈnos], [giˈni] però [vɑˈhɑgən] i [ˈdɑʃtə].
Són excepcions algunes paraules l'última lletra de les quals és է (ե a l'ortografia reformada) (մի՛թէ, մի՛գուցե, ո՛րեւէ), i a vegades els numerals ordinals (վե՛ցերորդ, տա՛սներորդ, etc.).

### Vocals
L'armeni modern té sis monoftongs. Cada fonema de vocal en la taula es representa amb tres símbols. El primer indica la pronunciació del fonema en l'alfabet fonètic internacional (International Phonetic Alphabet, IPA). Després apareix la lletra corresponent en alfabet armeni. L'últim símbol és la seva transliteració (d'acord amb ISO 9985).
|         | Anterior    | Central | Posterior   |
| ------- | ----------- | ------- | ----------- |
| Tancada | i ի i       |         | u ու u      |
| Mitjana | ɛ ե, է e, ē | ə ը ë   | ɔ ո, օ o, ò |
| Oberta  |             |         | ɑ ա a       |

### Consonants
La taula següent fa una llista del sistema de consonants de l'armeni oriental. Les oclusives i les africades tenen una sèrie especial aspirada (transcrita amb un apòstrof després de la lletra): p’, t’, c’, k’ (però č). Cada fonema de la taula es representa amb tres símbols. El primer indica la pronunciació del fonema (IPA), després apareix la lletra corresponent de l'alfabet armeni, i l'últim símbol és la transliteració llatina d'acord amb ISO 9985.
|            |            | Labials     | Dental/ alveolar | Postalveolar | Palatal   | Velar          | Uvular         | Glotal    |
| ---------- | ---------- | ----------- | ---------------- | ------------ | --------- | -------------- | -------------- | --------- |
| Nasal      | Nasal      | /m/ մ – m   | /n/ ն – n        |              |           |                |                |           |
| Oclusiva   | sorda      | /p/ պ – p   | /t/ տ – t        |              |           | /k/ կ – k      |                |           |
| Oclusiva   | sonora     | /b/ բ – b   | /d/ դ – d        |              |           | /ɡ/ գ – g      |                |           |
| Oclusiva   | aspirada   | /pʰ/ փ – p’ | /tʰ/ թ – t’      |              |           | /kʰ/ ք – k’    |                |           |
| Africada   | sorda      |             | /t͡s/ ծ – ç       | /t͡ʃ/ ճ – č̣   |           |                |                |           |
| Africada   | sonora     |             | /d͡z/ ձ – j       | /d͡ʒ/ ջ – ǰ   |           |                |                |           |
| Africada   | aspirada   |             | /t͡sʰ/ ց – c’     | /t͡ʃʰ/ չ – č  |           |                |                |           |
| Fricativa  | sorda      | /f/ ֆ – f   | /s/ ս – s        | /ʃ/ շ – š    |           | /x ~ χ/¹ խ – x | /x ~ χ/¹ խ – x | /h/ հ – h |
| Fricativa  | sonora     | /v/ վ – v   | /z/ զ – z        | /ʒ/ ժ – ž    |           | /ɣ ~ ʁ/¹ ղ – ġ | /ɣ ~ ʁ/¹ ղ – ġ |           |
| Aproximant | Aproximant | [ʋ]         | /l/ լ – l        |              | /j/ յ – y |                |                |           |
| Vibrant    | Vibrant    |             | /r/ ռ – ṙ        |              |           |                |                |           |
| Bategant   | Bategant   |             | /ɾ/ ր – r        |              |           |                |                |           |

1. Les fonts difereixen quant al punt d'articulació d'aquestes consonants.

Les principals diferències fonètiques entre dialectes es donen en el temps d'atac de la sonoritat de l'armeni clàssic. Els set tipus de dialectes tenen la correspondència següent, il·lustrada amb la sèrie t-d:
| Protoindoeuropeu                        | *d | *dʰ | *t |
| Sivas                                   | d  | dʱ  | tʰ |
| Erevan                                  | t  | dʱ  | tʰ |
| Istanbul                                | d  | d   | tʰ |
| Kharpurt, armeni mitjà                  | d  | t   | tʰ |
| Malatya, armeni occidental              | d  | tʰ  | tʰ |
| Armeni clàssic, Agulis, armeni oriental | t  | d   | tʰ |
| Van, Artsakh                            | t  | t   | tʰ |
Les consonants transcrites dʱ són de sonorització aspirada.

## Morfologia
L'armeni està relacionat amb altres llengües indoeuropees quant a l'estructura, però comparteix sons i característiques distintives de la gramàtica amb les llengües caucàsiques veïnes. L'armeni és una llengua aglutinant, sols una de les dues llengües indoeuropees amb aquesta característica; l'altra n'és el persa. L'armeni és ric pel que fa a les combinacions de consonants. Tant l'armeni clàssic com els dialectes moderns literaris i parlats tenen un sistema complex de substantius declinants, amb sis o set casos de consonants, però sense gènere. En armeni modern, l'ús de verbs auxiliars per mostrar el temps (semblant a «va arribar») ha suplementat generalment els verbs d'inflexió en armeni clàssic. Els verbs negatius es conjuguen de diferent forma que els positius (com en anglès «he goes» i «he does not go»). Gramaticalment, les formes primerenques de l'armeni tenien molt en comú amb el grec clàssic i el llatí, però la llengua moderna, com el grec modern, ha experimentat moltes transformacions. Amb el temps la llengua armènia feu una transició des d'una llengua sintètica (armeni antic o grabar) cap a una llengua analítica típica (armeni modern) amb l'armeni mitjà com un punt mitjà d'aquesta transició.

### Substantiu
L'armeni clàssic no té gènere gramatical, ni tan sols en els pronoms, però hi ha un sufix femení (-ուհի "-uhi"). Per exemple, ուսուցիչ (usuts'ich, 'mestre') esdevé ուսուցչուհի (usuts'chuhi, 'mestra'). Tot i així, aquest sufix no té efecte gramatical en l'oració. La inflexió nominal preserva diversos tipus de classes heretades d'arrel. Els substantius es declinen en un de set casos: nominatiu, acusatiu, locatiu, genitiu, datiu, ablatiu, o instrumental.
Exemples de declinació de substantius
Հեռախոս (telèfon):
| Cas (holov)              | Singular      | Plural           |
| Nominatiu (uxxakan)      | հեռախոս(ը-ն)* | հեռախոսներ(ը-ն)* |
| Accusatiu (haycakan)     | հեռախոսը(-ն)* | հեռախոսները(-ն)* |
| Genitiu (serakan)        | հեռախոսի      | հեռախոսների      |
| Datiu (trakan)           | հեռախոսին     | հեռախոսներին     |
| Ablatiu (bacarakan)      | հեռախոսից     | հեռախոսներից     |
| Instrumental (gorciakan) | հեռախոսով     | հեռախոսներով     |
| Locatiu (nergoyakan)     | հեռախոսում    | հեռախոսներում    |

−
Մայր (mare)
| Cas (holov)              | Singular   | Plural       |
| Nominatiu (uxxakan)      | մայր(ը-ն)* | մայրեր(ը-ն)* |
| Acusatiu (haycakan)      | մայրը(-ն)* | մայրերը(-ն)* |
| Genitiu (serakan)        | մոր        | մայրերի      |
| Datiu (trakan)           | մորը(-ն)*  | մայրերին     |
| Ablatiu (bacarakan)      | մորից      | մայրերից     |
| Instrumental (gorciakan) | մորով      | մայրերով     |
| Locatiu (nergoyakan)     | -          | -            |

Els substantius animats no es declinen en cas locatiu.
−
Հանրապետություն (República)
| Casa (holov)             | Singular              | Plural                   |
| Nominatiu (uxxakan)      | հանրապետություն(ը-ն)* | հանրապետություններ(ը-ն)* |
| Accusatiu (haycakan)     | հանրապետությունը(-ն)* | հանրապետությունները(-ն)* |
| Genitiu (serakan)        | հանրապետության        | հանրապետությունների      |
| Datiu (trakan)           | հանրապետությանը(-ն)*  | հանրապետություններին     |
| Ablatiu (bacarakan)      | հանրապետությունից     | հանրապետություններից     |
| Instrumental (gorciakan) | հանրապետությամբ       | հանրապետություններով     |
| Locatiu (nergoyakan)     | հանրապետությունում    | հանրապետություններում    |

### Verb
Els verbs en armeni tenen un sistema expansiu de conjugació amb dos tipus principals (tres en armeni occidental) que canvien la forma depenent del temps verbal, mode i aspecte gramatical.

## Dialectes

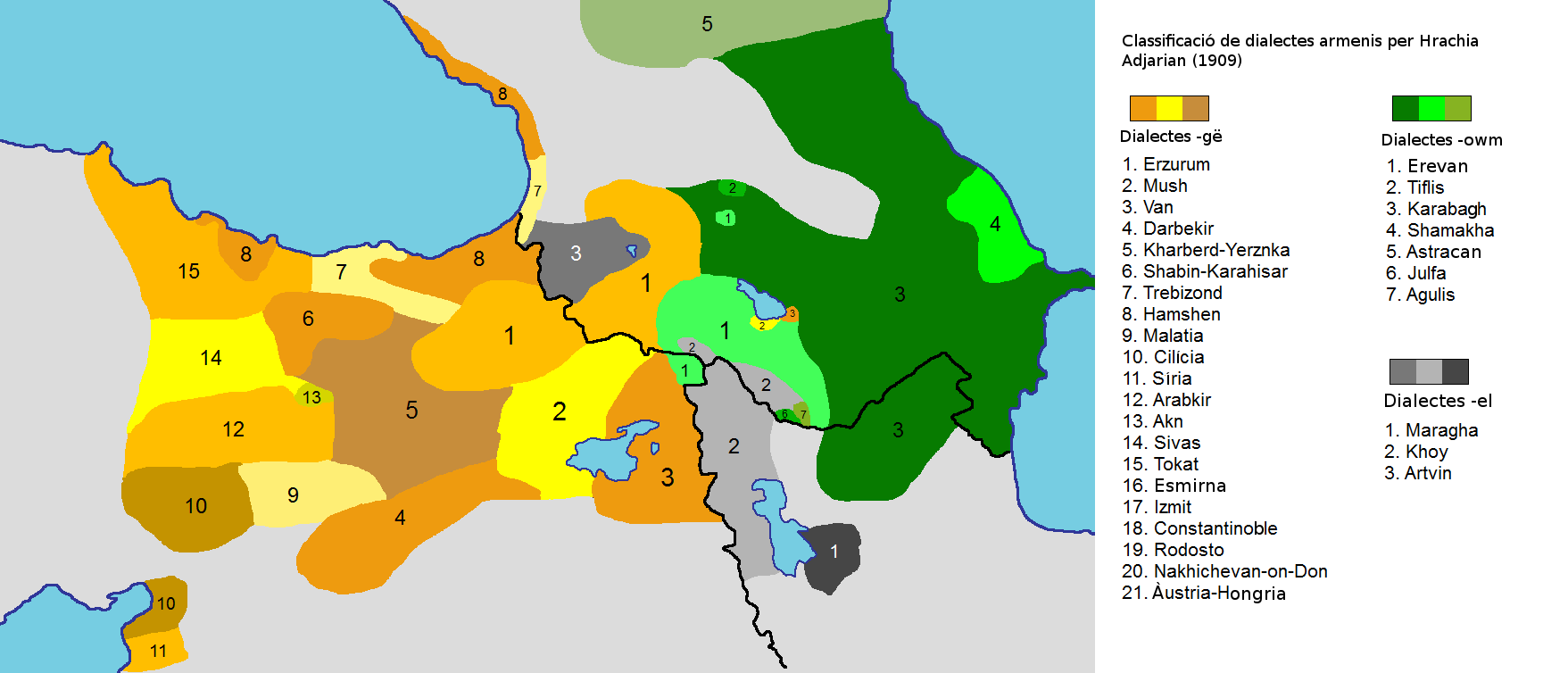
Mapa dels dialectes armenis a l'inici del :
dialectes -owm, aproximadament armeni oriental
dialectes -el, (intermedi)
dialectes -gë, aproximadament armeni occidental

L'armeni és una llengua pluricèntrica, amb dues formes estàndard: l'armeni oriental i l'armeni occidental. La característica més distintiva de l'armeni occidental és que ha experimentat diverses fusions fonètiques, que es poden deure a la proximitat de comunitats de parlants d'àrab i turc.
Per exemple, els parlants d'armeni oriental pronuncien (թ) com una "t" aspirada com en «tigre», (դ) com la "d" de "dona", i (տ) com una consonant tènue oclusiva, amb un so situat entre les dues anteriors, com en «stop» de l'anglès. L'armeni occidental ha simplificat el sistema oclusiu en una divisió simple entre oclusives sonores i aspirades: la primera sèrie correspon a la tènue de l'armeni oriental, i la segona a la sèrie oriental sonora i aspirada. En conseqüència, el dialecte occidental pronuncia tant (թ) com (դ) com una «t» aspirada com en «tigre», i la lletra (տ) es pronuncia com la lletra «d» en «dona».
No hi ha cap límit lingüístic precís entre un dialecte i l'altre perquè gairebé sempre hi ha una zona de transició dialèctica entre els parells de dialectes identificats geogràficament.
L'armeni es pot dividir en dos blocs principals de dialectes i aquests blocs en dialectes individuals, tot i que molts dels dialectes de l'armeni occidental s'han extingit a causa del Genocidi armeni. A més, cap dels dialectes és completament homogeni: tots se'n poden subdividir en diversos subdialectes. Tot i que l'armeni occidental i oriental es descriuen sovint com diferents dialectes de la mateixa llengua, alguns subdialectes no són mútuament intel·ligibles immediatament. Tot i així, un parlant fluid d'un dels dos dialectes amb variacions importants que sigui exposat a l'altre dialecte per, fins i tot, un breu període, podrà entendre'n l'altre amb relativa facilitat.
| Català                                      | Armeni oriental                          | Armeni occidental                          |
| ------------------------------------------- | ---------------------------------------- | ------------------------------------------ |
| Sí                                          | Ayo (այո)                                | Ayo (այո)                                  |
| No                                          | Voč' (ոչ)                                | Voč' (ոչ)                                  |
| Disculpeu-me                                | Neroġout'ioun (ներողություն)             | Neroġout'ioun (ներողութիւն)                |
| Hola                                        | Barev (բարև)                             | Parev (բարև)                               |
| Com esteu (formal)                          | Vonts' ek (ո՞նց եք)                      | Inč'bes ek (ինչպէ՞ս էք)                    |
| Com estàs (informal)                        | Inč' ka č'ka (ի՞նչ կա չկա)               | Inč' ga č'ga (ի՞նչ կայ չկայ)               |
| Si us plau                                  | Khntrem (խնդրեմ)                         | Khntrem (խնդրեմ), Hadjiss (հաճիս)          |
| Gràcies                                     | Šnorhakal em (շնորհակալ եմ)              | Šnorhagal em (շնորհակալ եմ)                |
| Moltes gràcies                              | Šat šnorhakal em (շատ շնորհակալ եմ)      | Šad šnorhagal em (շատ շնորհակալ եմ)        |
| Benvinguda (a un lloc)                      | Bari galoust (բարի գալուստ)              | singular: Pari yegar (բարի եկար)           |
|                                             |                                          | plural o cortès: Pari yegak' (բարի եկաք)   |
| De res (com a resposta de 'gràcies')        | Khntrem (խնդրեմ)                         | Khntrem (խնդրեմ)                           |
| Adeu                                        | C'tesout'ioun (ցտեսություն)              | C'desout'ioun (ցտեսութիւն)                 |
| Bon dia                                     | Bari louys (բարի լույս)                  | Pari louys (բարի լոյս)                     |
| Bona tarda                                  | Bari òr (բարի օր)                        | Pari ges òr (բարի կէս օր)                  |
| Bon vespre                                  | Bari yereko (բարի երեկո)                 | Pari irigoun (բարի իրիկուն)                |
| Bona nit                                    | Bari gišer (բարի գիշեր)                  | Kišer pari (գիշեր բարի)                    |
| T'estimo                                    | Yes k'ez siroum em (ես քեզ սիրում եմ)    | Yes ëzk'ez gë sirem (ես զքեզ կը սիրեմ)     |
| Jo soc armeni                               | Yes hay em (ես հայ եմ)                   | Yes hay em (ես հայ եմ)                     |
| T'enyoro (oriental) / T'enyoro (occidental) | Yes k'ez karotum em (ես քեզ կարոտում եմ) | Yes k'ez garodtser em (ես քեզ կարօտցեր եմ) |

Altres dialectes diferents inclouen la llengua homshetsi del poble hamsheni i el dialecte divergent i pràcticament extingit lomavren del poble bosha, que són ambdós classificats dins de la família lingüística armènia.

## Sistema d'escriptura

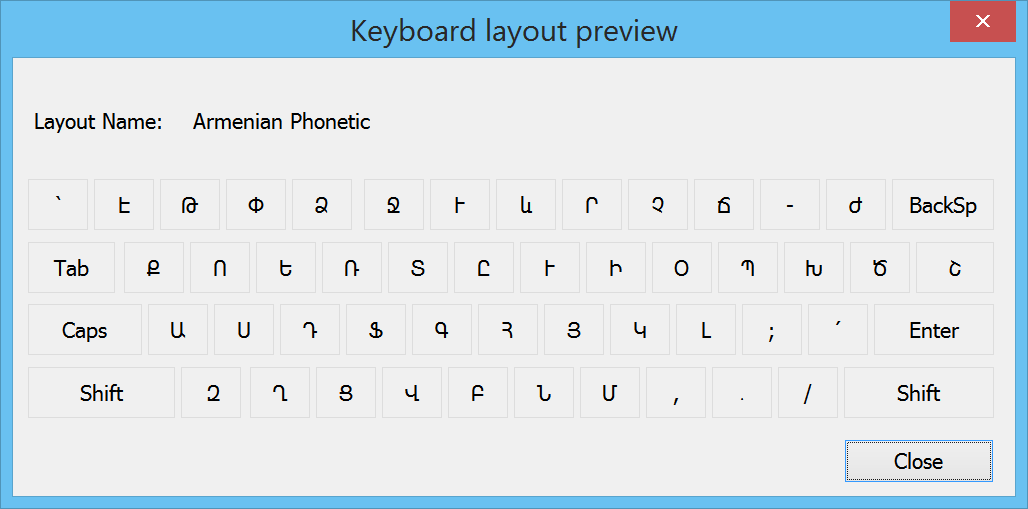
Disposició del teclat de l'alfabet armeni

L'alfabet armeni (armeni: Հայոց գրեր, romanitzat: Hayots grer o Հայոց այբուբեն, Hayots aybuben) és un sistema alfabètic únic d'escriptura usat per la llengua armènia. Va ser introduït el 405 per Mesrop Maixtots, un dirigent lingüístic i eclesiàstic armeni, i originàriament contenia 36 lletres. Durant l'edat mitjana s'hi afegiren dues lletres més, օ (o) i ֆ (f). Durant la reforma ortogràfica de la dècada de 1920 s'afegí una lletra, և (majúscula ԵՎ), que era una lligadura abans de ե+ւ, mentre que la lletra Ւ ւ es va descartar i es reintroduí com a part d'una lletra nova, ՈՒ ու, que abans era un dígraf.

## Cognats indoeuropeus
L'armeni és una llengua indoeuropea, així que moltes paraules seves d'origen protoindoeuropeu (PIE) són cognats de paraules d'altres llengües indoeuropees com l'anglès antic (AA) i modern, el llatí, el grec i el sànscrit. La taula següent fa una llista d'alguns cognats més recognoscibles que l'armeni comparteix amb l'anglès.
| Armenia                                       | Anglès                                                           | Llatí                                      | Persa                           | Grec clàssic                   | Sànscrit                      | Rus                      | Protoindoeuropeu                                   |
| --------------------------------------------- | ---------------------------------------------------------------- | ------------------------------------------ | ------------------------------- | ------------------------------ | ----------------------------- | ------------------------ | -------------------------------------------------- |
| մայր (mayr) «mare»                            | mother (← AA mōdor)                                              | māter «mare»                               | mādar «mare»                    | mētēr «mare»                   | mātṛ «mare»                   | mat'                     | PIE:*máH₂ter- «mare»                               |
| հայր (hayr) «pare»                            | father (← AA fæder)                                              | pater «pare»                               | pedar «pare»                    | patēr «pare»                   | pitṛ «pare»                   |                          | PIE:*pH₂tér- «pare»                                |
| եղբայր (eġbayr) «germà»                       | brother (← AA brōþor)                                            | frāter «germà»                             | barādaṛ «germà»                 | phrātēr «germà»                | bhrātṛ «germà»                | brat                     | PIE:*bʱráH₂ter- «germà»                            |
| դուստր (dustr) «filla»                        | daughter (← AA dohtor)                                           | Cognat llatí perdut                        | doxtar «filla»                  | thugatēr «filla»               | duhitṛ «v»                    | doč'                     | PIE:*dʱugH₂-tér- «filla»                           |
| կին (kin) «dona»                              | queen (← AA cwēn «reina, dona, esposa»)                          | Cognat desconegut                          | Persa antic kiana «dona, espoa» | gunē «una dona, una esposa»    | gnā/jani «dona»               | žena «esposa»            | PIE:*gʷén-eH₂- «dona, esposa»                      |
| իմ (im) «el meu/la meva»                      | my, mine (← AA min)                                              | mei «el meu/la meva»                       | man/am «el meu/la meva»         | emeo «el meu/la meva»          | mama «el meu/la meva»         | moy                      | PIE:*mene- «el meu/la meva»                        |
| անուն (anun) «nom»                            | name (← AA nama)                                                 | nōmen «nom»                                | nām «nom»                       | onoma «nom»                    | nāman «nom»                   | im'a                     | PIE:*H₁noH₃m-n̥- «nom»                              |
| ութ (ut) «8»                                  | eight (← AA eahta)                                               | octō «vuit»                                | (h)aşt «eight»                  | oktō «vuit»                    | aṣṭa «vuit»                   | vosem'                   | PIE:*H₁oḱtō(u) «vuit»                              |
| ինն (inn) «9»                                 | nine (← AA nigon)                                                | novem «nou»                                | noh «nou»                       | ennea «nou»                    | nava «nou»                    | dev'at'                  | PIE:*(H₁)néwn̥ «nou»                                |
| տաս (tas) «10»                                | ten (← AA tien) (← P.Gmc. *tekhan)                               | decem «deu»                                | dah «deu»                       | deka «deu»                     | daśa «deu»                    | des'at'                  | PIE:*déḱm̥ «deu»                                    |
| աչք (ačʿk) «ull»                              | eye (← AA ēge)                                                   | oculus «ull»                               | čaşm «ull»                      | ophthalmos «ull»               | akṣan «ull»                   | oko                      | PIE:*H₃okʷ- «veure»                                |
| արմունկ (armunk) «colze»                      | arm (← AA earm «articulacions sota l'espatlla»)                  | armus «espatlla»                           | arenj «colze»                   | arthron «una articulació»      | īrma «braç»                   | ramo «espatlla» (arcaic) | PIE:*H₁ar-mo- «ajustar-se, unir-se (que s'ajusta)» |
| ծունկ (cunk) «genoll»                         | knee (← AA cnēo)                                                 | genū, «genoll»                             | zānu «genoll»                   | gonu «genoll»                  | jānu «genoll»                 |                          | PIE:*ǵénu- «genoll»                                |
| ոտք (otk) «peu»                               | foot (← AA fōt)                                                  | pedis «peu»                                | pā «peu»                        | pous «peu»                     | pāda «peu»                    |                          | PIE:*pod-, *ped- «peu»                             |
| սիրտ (sirt) «cor»                             | heart (← AA heorte)                                              | cor «cor»                                  | del «cor»                       | kardia «cor»                   | hṛdaya «cor»                  | serdtse                  | PIE:*ḱerd- «cor»                                   |
| կաշի (kaši) «pell»                            | hide (← AA hȳdan «cobertura de pell animal»)                     | cutis «pell»                               | pust «pell»                     | keuthō «Jo cobreixo, jo amago» | kuṭīra «cabana»               | koža                     | PIE:*keu- «cobrir, ocultar»                        |
| մուկ (muk) «ratolí»                           | mouse (← AA mūs)                                                 | mūs «ratolí»                               | muş «ratolí»                    | mus «ratolí»                   | mūṣ «ratolí»                  | myš'                     | PIE:*muH₁s- «ratolí, rosegador petit»              |
| կով (kov) «vaca»                              | cow (← AA cū)                                                    | bos «ramat», bum «vaca»                    | gāv «vaca»                      | bous «vaca»                    | gauḥ «vaca»                   | gov'adina «bou»          | PIE:*gʷou- «vaca»                                  |
| շուն (šun) «gos»                              | hound (← AA hund «hound, dog»)                                   | canis «gos» (caní)                         | sag «gos»                       | kuōn «gos»                     | śvan «gos»                    | suka «gossa»             | PIE:*ḱwon- «gos»                                   |
| տարի (tari) «any»                             | year (← AA gēar)                                                 | hōrnus «d'aquest any»                      | yare «any»                      | hōra «temps, any»              | yare «any»                    | jara «primavera» (arcai) | PIE:*yeH₁r- «any»                                  |
| ամիս (amis) «mes»                             | lluna, mes (← AA mōnaþ)                                          | mēnsis «mes»                               | māh «lluna, mes»                | mēn «lluna, mes»               | māsa «lluna, mes»             | mes'ats                  | PIE:*meH₁ns- «lluna, mes»                          |
| ամառ (amaṙ) «estiu»                           | summer (← AA sumor)                                              |                                            |                                 |                                | samā «estació»                |                          | PIE:*sem- «estació càlida de l'any»                |
| ջերմ (ǰerm) «calent»                          | warm (← AA wearm)                                                | formus «calent»                            | garm «calent»                   | thermos «calent»               | gharma «calent»               | žarko «calent»           | PIE:*gʷʰerm- «calent»                              |
| լույս (luys) «llum»                           | light (← AA lēoht «lluminositat»)                                | lucere, lux, lucidus «brillar, llum, clar» | ruz «dia»                       | leukos «clar, brillant, blanc» | roca «brillant»               | luč' «raig de llum»      | PIE:*leuk- «llum, brillantot»                      |
| հուր (hur) «flama»                            | fire (← AA fȳr)                                                  | pir «foc»                                  | azer «foc»                      | pur «foc»                      | pu «foc»                      | plam'a «flama»           | PIE:*péH₂wr̥- «foc»                                 |
| հեռու (heṙu) «lluny»                          | far (← AA feor «a una gran distància»)                           | per «a través»                             | farā «més enllà»                | pera «més enllà»               | paras «més enllà»             | pere-, pro-              | PIE:*per- «a través, més enllà»                    |
| հեղել (heġel) «bolcar»                        | flow (← AA flōwan)                                               | pluĕre «ploure»                            | pur «bolcar»                    | plenō «Jo rento»               | plu «nedar»                   | plavat' «nedar»          | PIE:*pleu- «fluir, flotar»                         |
| ուտել (utel) «menjar»                         | eat (← AA etan)                                                  | edō «jo menjo», edulis «comestible»        | xur «menjar»                    | edō «Jo menjo»                 | admi «Jo menjo»               | jest'                    | PIE:*ed- «menjar»                                  |
| գիտեմ (gitem) «Jo sé»                         | wit (← AA wit, witan «intel·ligència, saber»)                    | vidēre «veure»                             | Old Persian vida «saviesa»      | eidenai «saber»                | vid «saber»                   | videt' «veure»           | PIE:*weid- «saber,veure»                           |
| գետ (get) «riu»                               | water (← AA wæter)                                               | utur «aigua»                               | rōd «riu«                       | hudōr »aigua«                  | udan »aigua«                  | voda                     | PIE:(*wodor, *wedor, *uder-) de *wed- «aigua»      |
| գործ (gorc) «treball »                        | work (← AA weorc)                                                | urgēre «empènyer, conduir»                 | kār «treball»                   | ergon «treball»                | varcas «activitat»            |                          | PIE:*werǵ- «treballar»                             |
| մեծ (mec) «gran »                             | much (← AA mycel «gran, molt»)                                   | magnus «gran»                              | mega «gran»                     | megas «gran»                   | mahant «gran»                 | mnogo «molt»             | PIE:*meǵ- «gran»                                   |
| անծանոթ (ancanot) «foraster, no familiar»     | unknown (← AA uncnawen)                                          | ignōtus, ignōrāntem «desconegut, ignorant» | ajnabi «foraster, no familiar»  | agnōstos «desconegut»          | ajñāta «no familiar»          | neznakomyj               | PIE:*n- + *ǵneH₃- «no» + «conèixer»                |
| մեռած (meṙac) «morir»                         | murder (← AA morþor)                                             | mors «death», mortalis «mortal»            | marg «mort» / morde «mort»      | ambrotos «immortal»            | mṛta «mort»                   | mertvyj                  | PIE:*mrtro-, from (*mor-, *mr-) «morir»            |
| միջին (miǰin) «mig»                           | mid, middle (← AA mid, middel)                                   | medius «middle»                            | meyān «middle»                  | mesos «mig»                    | madhya «mig»                  | meždu «entre»            | PIE:*medʱyo- from *me- «mig»                       |
| այլ (ayl) «altre/a»                           | else (← AA elles «other, otherwise, different»)                  | alius, alienus «altre/a»                   |                                 | allos «altre/a»                | anya «altre/a»                |                          | PIE:*al- «més enllà, altre/a»                      |
| նոր (nor) «nou»                               | new (← AA nīwe)                                                  | novus «nou»                                | now «nou»                       | neos «nou»                     | nava «nou»                    | novyj                    | PIE:*néwo- «nou»                                   |
| դուռ (duṙ) «porta»                            | door (← AA dor, duru)                                            | fores «porta»                              | dar «porta»                     | thura «porta»                  | dvār «porta»                  | dver'                    | PIE:*dʱwer- «porta»                                |
| տուն (tun) «casa»                             | timber (← AA timber «arbres usats per fer material, estructura») | domus «casa»                               | khune «casa»                    | domos «casa»                   | dama «casa»                   | dom                      | PIE:*domo-, *domu- «casa»                          |
| բերրի (berri), բերել (berel) «fèrtil, portar» | bear (← AA beran «parir, portar»)                                | ferre, fertilis «portar, fèrtil»           | bordan, bar- «portar»           | pherein «portar»               | bharati «ella/ella/hom porta» | brat' «agafar»           | PIE:*bʱer- «portar»                                |